# Birley with Upper Hill
Birley with Upper Hill – gmina (civil parish) w Anglii, w hrabstwie Herefordshire. Leży 15 km na północ od miasta Hereford i 198 km na zachód od Londynu.